# Libertate de panoramă
Pentru îndrumări privind utilizarea imaginilor în cadrul Wikipediei în contextul „libertății de panoramă”, a se vedea Commons:Freedom of panorama.

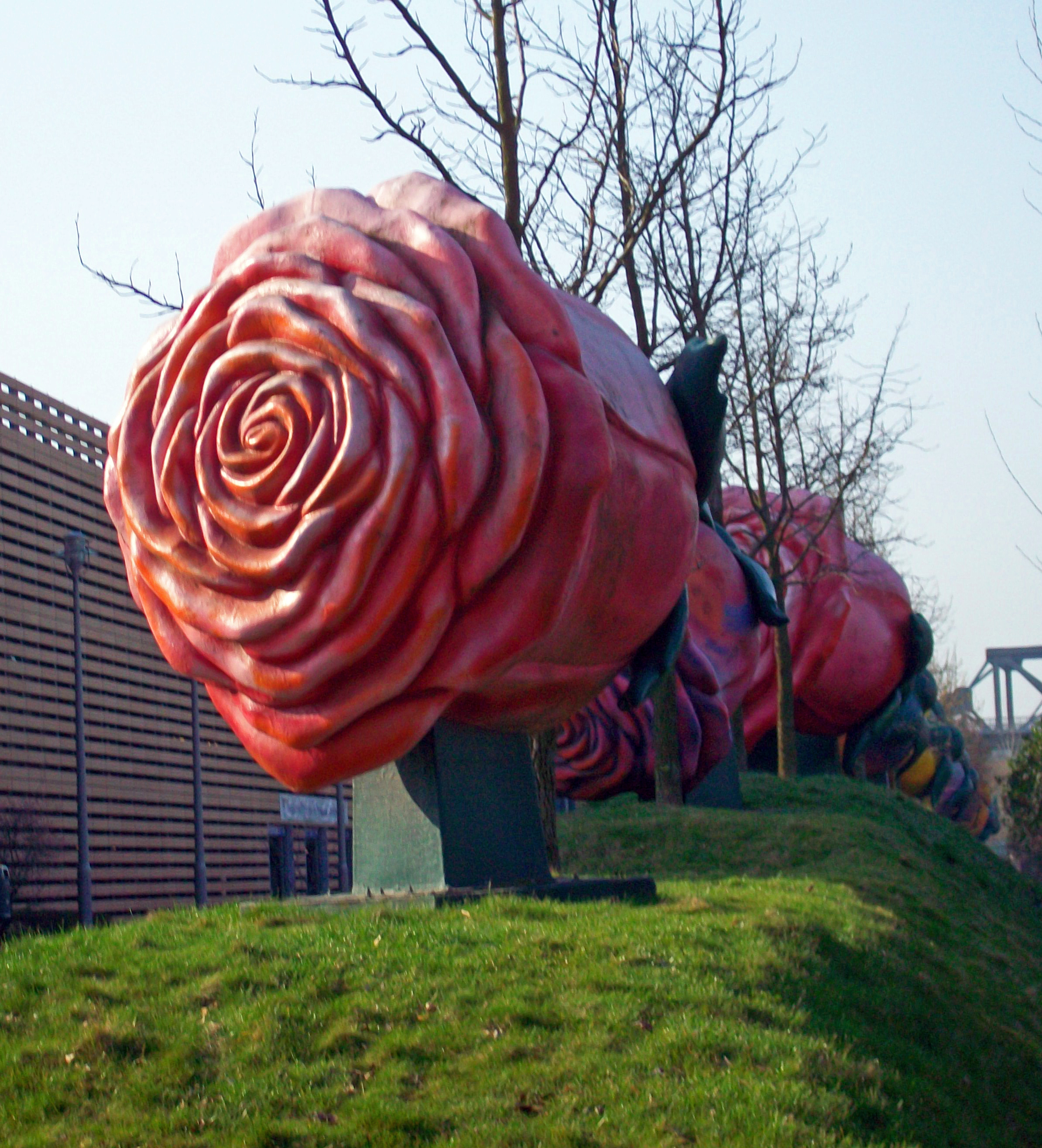
O imagine cu sculpturi din Berlin, publicată conform prevederilor libertății de panoramă din legislația germană

Libertatea de panoramă (engleză freedom of panorama – FOP) este o prevedere în diferitele legislații ale drepturilor de autor. Expresia provine din cuvântul german Panoramafreiheit („libertatea panoramei”). Ea permite executarea și publicarea fotografiilor și filmărilor, sau crearea altor reprezentări (cum ar fi picturile) ale clădirilor, sculpturilor sau ale altor opere de artă, amplasate permanent în spațiul public și deja plătite autorilor respectivi, ale căror drepturi de autor (proprietate intelectuală) sunt prin consecință caduce, astfel că autorii operelor respective nu pot acționa împotriva creatorilor și distribuitorilor de imagini derivate. Ca exemplu practic, un cetățean care se fotografiază sau filmează în fața unei clădiri, unei opere de artă sau oricărei alte lucrări grafice (cum ar fi planul unui oraș) sau volumice (cum ar fi reconstituirea unui animal preistoric) din spațiul public, și care difuzează fotografia sau filmul în rețeaua publică, nu poate fi pârât de autorii sau proprietarii lucrărilor respective și nu va fi pedepsit de lege.
Acolo unde legea nu asigură libertatea de panoramă, deținătorii drepturilor de autor sunt singurii în măsură să autorizeze crearea și distribuirea de lucrări derivate (en).

## Legislația pe plan mondial
Multe țări au prevederi similare, care limitează aplicarea dreptului de autor, pentru a permite explicit executarea fotografiilor cu scene din locuri publice sau scene fotografiate din locuri publice. Totuși, interpretarea acestui principiu poate diferi considerabil în diferite țări.

### Uniunea Europeană
liber, inclusiv interioare publice, cu excepția interioarelor clădirilor operelor, școlilor și a holurilor de intrare ale muzeelor și sediilor comerciale
     liber, inclusiv interioare publice și opere de artă
     liber pentru clădiri, dar pentru interioare publice și opere de artă doar pentru uz necomercial
     liber, inclusiv pentru opere de artă
     liber doar pentru clădiri
     liber doar pentru uz necomercial
     nu este liber
     nu există informații
(Andorra, Monaco și San Marino)

Domenii cu libertate de panoramă în țările europene:
liber, inclusiv interioare publice, cu excepția interioarelor clădirilor operelor, școlilor și a holurilor de intrare ale muzeelor și sediilor comerciale
liber, inclusiv interioare publice și opere de artă
liber pentru clădiri, dar pentru interioare publice și opere de artă doar pentru uz necomercial
liber, inclusiv pentru opere de artă
liber doar pentru clădiri
liber doar pentru uz necomercial
nu este liber
nu există informații
(Andorra, Monaco și San Marino)

În Uniunea Europeană, Directiva 2001/29/EC (en) prevede că țările membre pot prevedea în legislațiile lor posibilitatea libertății de panoramă, dar nu le obligă s-o aibă.
Libertatea de panoramă este definită în articolul 59 al legislației germane privind drepturile de autor (germană Urheberrechtsgesetz), în secțiunea 62 a legislației drepturilor de autor din Regatul Unit „Drepturi de autor, proiecte și brevete, 1988” (engleză Copyright, Designs and Patents Act 1988), și ea există și în alte țări, de fapt în majoritatea țărilor membre.
Pe de altă parte, există țări europene ca Italia și Islanda, unde nu există libertatea de panoramă. În Italia, în pofida unor proteste oficiale ale avocatului Guido Scorza și jurnalistului Luca Spinelli (care a ridicat problema), publicarea reproducerilor fotografice ale locurilor publice este, conform legislației italiene, prohibită. Ba mai mult, conform legii Codice Urbani (it), pentru utilizarea comercială a imaginilor „bunurilor culturale” (în care se poate încadra orice obiect sau loc cultural sau artistic) este obligatorie obținerea autorizației reprezentanței locale a Ministerului Artelor și Moștenirii Culturale, „Soprintendenza”.
Unele țări, ca Franța sau Belgia, nu permit executarea imaginilor operelor artistice cum ar fi cele de arhitectură sau sculptură amplasate în locuri publice decât în condițiile „includerii incidentale”. În Franța, dacă opera de artă este subiectul principal — și nu apare doar în fundal — este nevoie de permisiunea autorului, cea a deținătorului nefiind suficientă.
În România este permisă, fără consimțământul autorului și fără plata vreunei remunerații, reproducerea, cu excluderea oricăror mijloace care vin în contact direct cu opera, distribuirea sau comunicarea către public a imaginii unei opere de arhitectură, artă plastică, fotografică sau artă aplicată, amplasată permanent în locuri publice, în afara cazurilor în care imaginea operei este subiectul principal al unei astfel de reproduceri, distribuiri sau comunicări și dacă este utilizată în scopuri comerciale. Imaginea trebuie să fie conformă bunelor uzanțe, să nu contravină exploatării normale a operei și să nu îl prejudicieze pe autor sau pe titularii drepturilor de utilizare.

#### Litigii în UE
Un exemplu de litigiu datorat legislației eterogene a EU este Hundertwasserentscheidung (de), caz câștigat de Friedensreich Hundertwasser în Germania împotriva unei companii germane pentru o fotografie a unei clădiri din Austria.
Un exemplu de caz în care nu s-au invocat drepturile de autor, ci Codice Urbani, caz care a ajuns la Curtea de Casație (supremă) din Italia este Ministero dei Beni e delle Attività Culturali vs. Stoneage S.r.l. (Cass. civ. Sez. VI - 1 Ordinanza, 23-04-2013, n. 9757, rv. 626365).
Un caz celebru în România referitor la libertatea de panoramă este procesul dintre moștenitorii arhitectei Casei Poporului și Camera Deputaților pentru folosirea fără drept a imaginii Casei Poporului.

### Australia
În Australia libertatea de panoramă este prevăzută în legea federală Copyright Act 1968, secțiunile 65–68. Secțiunea 65 prevede: „Drepturile de autor asupra unei lucrări (…) amplasate, altfel decât temporar, în locuri publice sau care sunt deschise publicului nu sunt afectate de executarea picturilor, desenelor, gravurilor sau fotografierea ei, sau prin includerea lucrării într-un film cinematografic sau o emisiune de televiziune”. Asta se aplică oricărei „lucrări artistice”, cum este definită în paragraful (c) al secțiunii 10: „lucrare de artă” (dar nu măștilor pentru circuite integrate). Asta înseamnă că alte lucrări de artă, cum ar fi picturile murale, nu sunt incluse în această prevedere. Secțiunea 66 a legii prevede și excepții similare pentru clădiri.

### Statele Unite
Legea drepturilor de autor din Statele Unite (en), nu cuprinde nicio prevedere expresă. Singurul articol semnificativ este 17 USC 120(a), care exonerează creatorii reprezentărilor vizuale ale clădirilor de a cere aprobarea arhitectului deținător al drepturilor de autor. Însă această libertate pentru clădiri nu se aplică și operelor de artă.

### Fosta URSS
Legea dreptului de autor din Republica Moldova a fost modificată în iulie 2010 pentru a permite libertatea de panoramă. Același lucru s-a întâmplat în Armenia, în aprilie 2013. În Federația Rusă, legea dreptului de autor a fost adaptată parțial conceptului de libertate de panoramă la 1 octombrie 2014; începând cu această dată, oricine are voie să fotografieze clădiri și grădini vizibile din locuri publice, dar nu și sculpturi sau alte obiecte de artă tridimensionale. Restul statelor din fosta URSS, inclusiv Țările Baltice (membre ale UE), nu au libertate de panoramă.

## Din punctul de vedere al Wikipediei
Unul dintre principiile Wikipediei este că ea are un conținut liber. Ca urmare, dreptul de a folosi imaginile doar în scopuri necomerciale nu-i este util. În imaginile de mai jos se prezintă situația pe plan mondial, respectiv european, din punctul de vedere al Wikipediei.

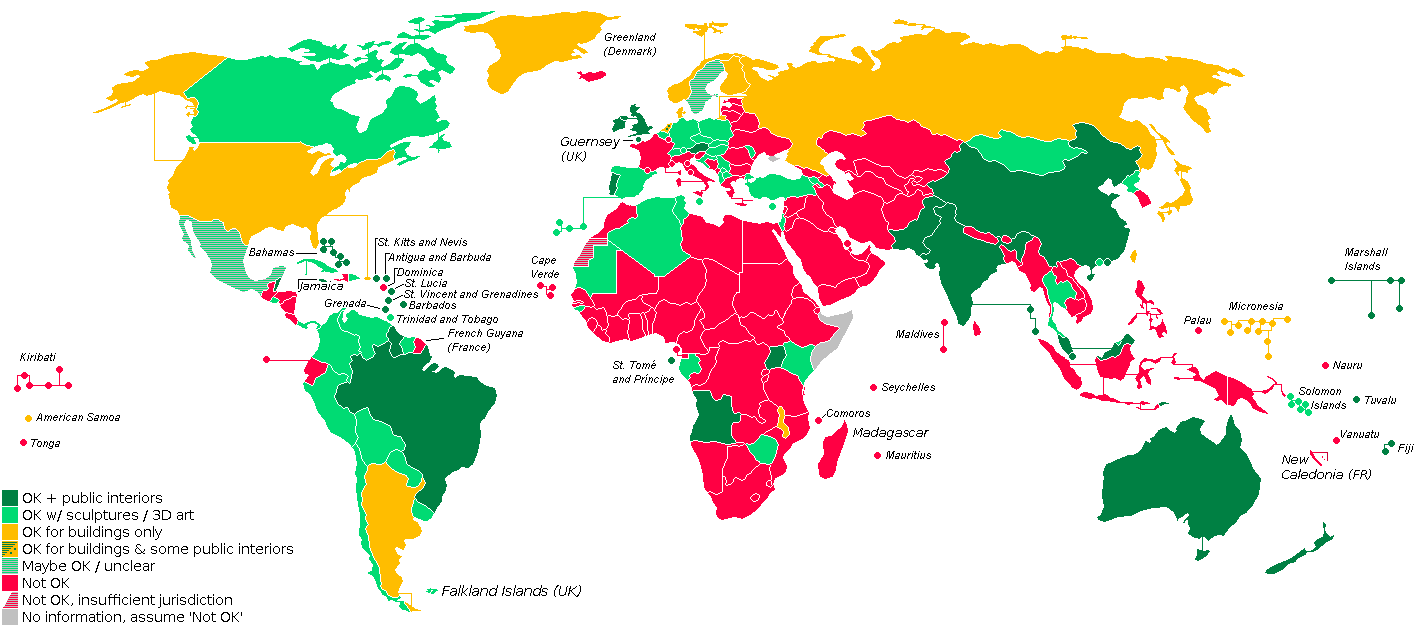
Libertatea de panoramă în lume conform necesităților Wikipediei (țările unde libertatea de panoramă este doar în scopuri necomerciale sunt figurate tot cu roșu)

Domenii cu libertate de panoramă în țările europene conform necesităților Wikipediei:
liber, inclusiv interioare publice, cu excepția interioarelor clădirilor operelor, școlilor și a holurilor de intrare ale muzeelor și sediilor comerciale
liber, inclusiv interioare publice
liber
liber doar pentru clădiri
nu este liber
nu există informații
(Andorra, Monaco și San Marino)

     liber, inclusiv interioare publice, cu excepția interioarelor clădirilor operelor, școlilor și a holurilor de intrare ale muzeelor și sediilor comerciale
     liber, inclusiv interioare publice
     liber
     liber doar pentru clădiri
     nu este liber
     nu există informații
(Andorra, Monaco și San Marino)

## Lucrări bidimensionale
Prevederile exacte privind permisiunile de a executa imagini în locuri publice dacă în imagini apar lucrări protejate de drepturi de autor diferă de la țară la țară. În cele mai multe țări acestea se referă la lucrările tridimensionale care sunt expuse permanent în locuri publice, prin „permanent” înțelegându-se „pe toată durata de viață a lucrării”. În Elveția este admisă și executarea și publicarea imaginilor lucrărilor bidimensionale, cum ar fi picturile murale și graffiti, însă aceste imagini nu pot fi folosite în același scop cu cele originale.

## Spațiul public
Multe legislații conțin deosebiri subtile cu privire la spațiul public și proprietatea privată. În timp de în Austria situarea fotografului este irelevantă, în Germania permisiunea este valabilă doar dacă imaginea este executată din spațiul public, fără alte accesorii cum ar fi scări, platforme elevatoare, avioane etc. În anumite cazuri permisiunea este valabilă și pe proprietăți private, de exemplu în parcuri private unde accesul publicului este admis și în castele unde nu există restricții la intrare, dar uneori proprietarul poate cere o taxă pentru utilizarea comercială a imaginilor.
În unele țări din Europa de Est legile drepturilor de autor limitează permisiunile la uzul necomercial al imaginilor. La fel pentru Rusia.
După cum se vede din harta de mai sus, există diferențe și în definirea „spațului public”. În majoritatea țărilor (de exemplu Germania) acesta se referă doar la exterioare, în timp de în alte țări (de exemplu Regatul Unit și Rusia) includ și unele interioare, cum ar fi cele din muzeele unde accesul publicului este permis.
A existat o controversă între fotografi filipinezi și conducerile unor stabilimente. La 12 iunie 2013 de Ziua Independenței Filipinelor grupul de fotografi Bawal Mag-Trage Dito a organizat un protest pentru libertatea dreptului de a fotografia în locuri istorice și publice, în special la Luneta Park și Intramuros. Conducerea parcului a impus o taxă pentru fotografii executate cu aparate DSLR în scopuri comerciale, dar agenții de pază au cerut taxa de 500 de pesos și pentru fotografiile executate în scopuri necomerciale, cerere interpretată drept „extorcare de fonduri”. Grupul a susținut de asemenea că există o discriminare a fotografilor filipinezi față de cei străini, conducerea parcului fiind îngăduitoare cu aceștia din urmă. Nu există nici o politică oficială privind fotografierea în locuri publice și grupul a cerut legislativului să elaboreze o lege în domeniu.

## Legislația antiteroristă
Au apărut tensiuni în țările unde libertatea de a fotografia în locuri publice a intrat în conflict cu recenta legislația antiteroristă (en). În Regatul Unit împuternicirile acordate poliției în conformitate cu secțiunea 44 a legii Terrorism Act 2000 (en) au fost folosite pentru a împiedica numeroși fotografi amatori și profesioniști să facă fotografii în locuri publice. Poliției nu i se cerea să aibă nici măcar „suspiciuni rezonabile” că o persoană este un terorist pentru a o opri și percheziționa. Deși legea nu interzice fotografierea, criticii au afirmat că aceste puteri au fost utilizate în mod abuziv pentru a împiedica fotografierea legală. Cazuri notabile au fost cele al unui elev, al unui membru al parlamentului și al unui fotograf al BBC. În urma litigiilor la Curtea Europeană a Drepturilor Omului aceste împuterniciri au fost reduse și s-au dat instrucțiuni să nu fie aplicate împotriva fotografilor.